# Coppa Svizzera 1932-1933
La Coppa Svizzera 1932-1933 è stata la 8ª edizione della manifestazione calcistica. È iniziata l'agosto 1932 e si è conclusa il 3 aprile 1933. Questa edizione della coppa vide la vittoria finale del Basilea.

## Regolamento
Turni ad eliminazione diretta in gara unica. In caso di paritá al termine dei tempi supplementari, la partita veniva ripetuta a campo invertito.

### Trentaduesimi di finale
| Squadra 1            | Risultato      | Squadra 2                |
| -------------------- | -------------- | ------------------------ |
| 2 ottobre 1932       |                |                          |
| Svizzera orientale   |                |                          |
| Balerna              | 3 - 0          | Horgen                   |
| Basilea              | 4 - 2          | Concordia Basilea        |
| Bellinzona           | 8 - 0          | Old Boys Basilea         |
| Brühl                | 3 - 1          | Oerlikon/Polizei         |
| Diana Zurigo         | 2 - 10         | Locarno                  |
| Frauenfeld           | 0 - 7          | Grasshoppers             |
| Lucerna              | 4 - 0          | Allschwil                |
| Lugano               | 6 - 0          | Fortuna San Gallo        |
| Nordstern            | 0 - 3          | Kreuzlingen              |
| San Gallo            | 3 - 1          | Wädenswil                |
| SCI Juventus Zurigo  | 1 - 0          | Birsfelden               |
| Seebach              | 1 - 5 (d.t.s.) | Zurigo                   |
| Sparta Sciaffusa     | 0 - 1          | Blue Stars Zurigo        |
| Uster                | 5 - 2          | FC Zugo                  |
| Winterthur           | 2 - 0          | Buchs                    |
| Young Fellows        | 3 - 1          | Chiasso                  |
| Svizzera occidentale |                |                          |
| Aarau                | 4 - 1          | Olten                    |
| Berna                | 10 - 3         | Lengnau                  |
| Bösingen             | 0 - 1          | Racing Losanna           |
| Cantonal Neuchâtel   | 3 - 0          | Stade Lausanne           |
| Delémont             | 5 - 2          | Boudry                   |
| Étoile Carouge       | 9 - 1          | Gloria-Sports Le Locle   |
| Grenchen             | 8 - 1          | Yverdon                  |
| La Chaux-de-Fonds    | 5 - 0          | Soletta                  |
| Losanna              | 4 - 0          | Étoile-Sporting          |
| Monthey              | 2 - 1          | Cercle des Sports Bienne |
| Moutier              | 4 - 3          | Sion                     |
| Servette             | 16 - 0         | Burgdorf                 |
| Sierre               | 1 - 9          | Urania Ginevra           |
| Madretsch            | 7 - 5          | Central Friburgo         |
| Vevey                | 1 - 3          | Montreux-Sports          |
| Young Boys           | 2 - 0          | Bienne                   |

### Sedicesimi di finale
| Squadra 1        | Risultato      | Squadra 2           |
| ---------------- | -------------- | ------------------- |
| 13 novembre 1932 |                |                     |
| Aarau            | 2 - 5          | Urania Ginevra      |
| Balerna          | 0 - 5          | Winterthur          |
| Basilea          | 3 - 0          | Blue Stars Zurigo   |
| Berna            | 5 - 0          | Madretsch           |
| Brühl            | 2 - 5          | SCI Juventus Zurigo |
| Delémont         | 1 - 8          | Cantonal Neuchâtel  |
| Grenchen         | 1 - 2          | Young Boys          |
| Locarno          | 1 - 3          | Lugano              |
| Losanna          | 1 - 0          | La Chaux-de-Fonds   |
| Lucerna          | 0 - 6          | Grasshoppers        |
| Monthey          | 1 - 2          | Racing Losanna      |
| Servette         | 0 - 1          | Étoile Carouge      |
| Uster            | 1 - 6          | Bellinzona          |
| Young Fellows    | 1 - 3          | San Gallo           |
| Zurigo           | 3 - 0          | Kreuzlingen         |
| Moutier          | 5 - 5 (d.t.s.) | Montreux-Sports     |
| 27 novembre 1932 |                |                     |
| Montreux-Sports  | 6 - 4          | Moutier             |

### Ottavi di finale
| Squadra 1       | Risultato      | Squadra 2           |
| --------------- | -------------- | ------------------- |
| 4 dicembre 1932 |                |                     |
| Bellinzona      | (rinviata)     | Basilea             |
| Berna           | 0 - 4          | Losanna             |
| Étoile Carouge  | 3 - 0          | Racing Losanna      |
| Grasshoppers    | 11 - 1         | SCI Juventus Zurigo |
| Lugano          | 7 - 0          | San Gallo           |
| Montreux-Sports | 1 - 12         | Urania Ginevra      |
| Young Boys      | 7 - 0          | Cantonal Neuchâtel  |
| Zurigo          | 5 - 1          | Winterthur          |
| 8 dicembre 1932 |                |                     |
| Bellinzona      | 2 - 3 (d.t.s.) | Basilea             |

### Quarti di finale
| Squadra 1       | Risultato | Squadra 2      |
| --------------- | --------- | -------------- |
| 5 febbraio 1933 |           |                |
| Basilea         | 4 - 2     | Lugano         |
| Grasshoppers    | 5 - 0     | Zurigo         |
| Losanna         | 6 - 1     | Urania Ginevra |
| Young Boys      | 4 - 2     | Étoile Carouge |

### Semifinali
| Squadra 1    | Risultato | Squadra 2  |
| ------------ | --------- | ---------- |
| 5 marzo 1933 |           |            |
| Basilea      | 5 - 3     | Losanna    |
| Grasshoppers | 3 - 1     | Young Boys |

### Finale
| Arbitro: | Enderli (Winterthur) |

|                                      |           |                                                       |
| Haftel 29’, 60’ Jaeck 44’ Müller 68’ | Marcatori | Hitrec 25’ Schneider 71’ Abegglen (Trello) 84’ (Rig.) |